# Jean-François Prat
Pour les articles homonymes, voir Prat.
Jean-François Prat, né le 10 octobre 1941 à Caen et mort le 26 mars 2011 à Paris,, est un avocat d'affaires français.

## Activité professionnelle
Jean-François Prat grandit à Monaco et s'installe à Paris après ses études de droit à Aix-en-Provence. Il devient avocat en 1966 et entre d'abord chez Jeantet, avant de rejoindre le cabinet de Jean-Denis Bredin et Robert Badinter, qui deviendra Bredin Prat. Sous l'influence de Jean-François Prat, le cabinet se tourne vers le droit des affaires et s'assure la fidélité de Bernard Arnault, de la banque Lazard ou encore du groupe Lagardère.
Avec Bredin Prat, il participe à toutes les grandes opérations boursières françaises des années 1980 à 2010 : la bataille BNP-Société Générale-Paribas ; Elf-Total ; Sanofi-Aventis ; Pechiney-Alcan ; Mittal Steel-Arcelor. 

## Distinctions et autres fonctions
En 2003, le guide international de référence des avocats, Chambers and Partners lui décerne le prix du « Lifetime Achievement » pour l'ensemble de sa carrière.
Jean-François Prat a en outre été membre du Conseil de l'Ordre des avocats entre 2004 et 2009.
Il était vice-président de l'association Femme AAA+: association pour la promotion des femmes avocates ou juristes comme administrateurs.

## Héritage
Son cabinet d'avocats, grand rival du cabinet de Jean-Michel Darrois, fait partie des plus importants de la place de Paris, et Jean-François Prat est considéré comme l'un des plus brillants avocats d'affaires français.